# Cyrtodactylus wayakonei
Cyrtodactylus wayakonei là một loài thằn lằn trong họ Gekkonidae. Loài này được Nguyen, Kingsada, Rösler, Auer & Ziegler mô tả khoa học đầu tiên năm 2010.